# 终极面试
是一部2009年英国心理惊悚電影，由Simon Garrity與史都華·海澤丁編劇。本片导演是史都華·海澤丁，主演是科林·薩爾蒙、Chris Carey、吉米·米斯垂、路克·馬柏利、陳靜、Chuk Iwuji、John Lloyd Fillingham、寶莉安娜·麥金托許、Adar Beck和娜坦麗·考克斯。

## 剧情简介
一家背景神秘实力雄厚的国际大企业招聘人材，八位背景文化乃至人種皆不同的应聘者最終應試。想获得應聘机会就必须想尽一切办法回答问题，或排除掉竞争对手。他们在一间没有窗户的房间筆試，限時八十分鐘。监考官提示將導致失格的三種情況：

1. 尝试与监考官或警卫溝通交流；
2. 污毁试卷。無論是出於意外或有意為之；
3. 出于任何理由离开面试房间。

监考官提示完后即启动倒数计时器並离开房间。八名求职者翻开试卷，却发现竟是白纸一张！其中一名應試者打算無論如何寫點東西，馬上被請出門去。過了一會，另名應試者若有所悟：重點不在考官說了什麼，而是他沒有說出口的話。考官並沒說應試者之間不得討論，不得在試場內走動，於是他宣佈這一點之後開始在考場內研究可能的解答，並要求各人配合。大家集思廣益後，認為要先找出問題才能思考如何回答，於是開始就物理性的光源及化學性的體液及消防設備下手。情況雖有改變，卻一無所獲。各人開始訓詁考官之前的言語，其後轉為研究各人所說的話，終於發現在場諸人各有背景。各人漸漸開始不擇手段去排除對手，甚而逼迫所以為的內奸。直到交卷時間，才終有人悟出玄機，而考官也會同藏身於應試者之中的老闆現身說明這一切設計的意義。

## 演員
- 路克·馬柏利（英语：Luke Mably） 饰 老白
- Adar Beck 饰 黑发
- Chris Carey 饰 警卫
- 陳靜 饰 中国人
- 娜坦麗·考克斯（英语：Nathalie Cox） 饰 金发
- John Lloyd Fillingham 饰 聋子
- Chuk Iwuji（英语：Chuk Iwuji） 饰 老黑
- 寶莉安娜·麥金托許（英语：Pollyanna McIntosh） 饰 褐髮
- 吉米·米斯垂 饰 阿棕
- 科林·薩爾蒙 饰 监考官

## 獎項
史都華·海澤丁 BAFTA 提名最佳導演。